# Casa i cabana de Mas de l'Om a Monars
La Casa i cabana de Mas de l'Om a Monars és un conjunt d'edificis de l'antic poble de Monars, actualment del terme municipal de Montagut i Oix (Garrotxa) inclosa en l'Inventari del Patrimoni Arquitectònic de Catalunya.

## Descripció
Mas de l'Om està situat no gaire lluny de l'església de Sant Feliu de Monars, a l'altra banda del rierol. Des de fa uns anys, i de manera intermitent, s'ha tornat a habitar amb la intenció de recuperar la vida i l'activitat de fa uns vint anys. L'edifici està format per cossos bastits en èpoques diverses. La casa, pròpiament dita, és de planta rectangular i teulat a dues aigües amb els vessants vers les façanes laterals.
De la planta baixa en destaca l'antiga cuina; aquí hi havia hagut una taula massissa -de fusta de roure, amb capacitat per a més de vint persones- i un bonic escó al costat de la llar. Ambdós estris han desaparegut malgrat les dificultats que hi ha per accedir-hi. El pis superior era un graner i té àmplies obertures rectangulars.
Prop de la casa es conserva, bastant bé, una antiga cabana de planta rectangular i teulat a dues aigües. Als baixos té dues obertures (una a la façana de migdia i l'altra a tramuntana) conformades per arcs de mig punt. El pis superior, amb accés directe des de l'exterior, té finestres rectangulars amb llindes de fusta.